# Parachromis friedrichsthalii
Parachromis friedrichsthalii és una espècie de peix de la família dels cíclids i de l'ordre dels perciformes present al vessant atlàntic d'Amèrica Central: riu Usumacinta (Mèxic), Belize,
Hondures i Guatemala.

Viu en zones de clima tropical entre 26 °C-30 °C de temperatura.
Els mascles poden assolir 28 cm de longitud total.